# Kích thích

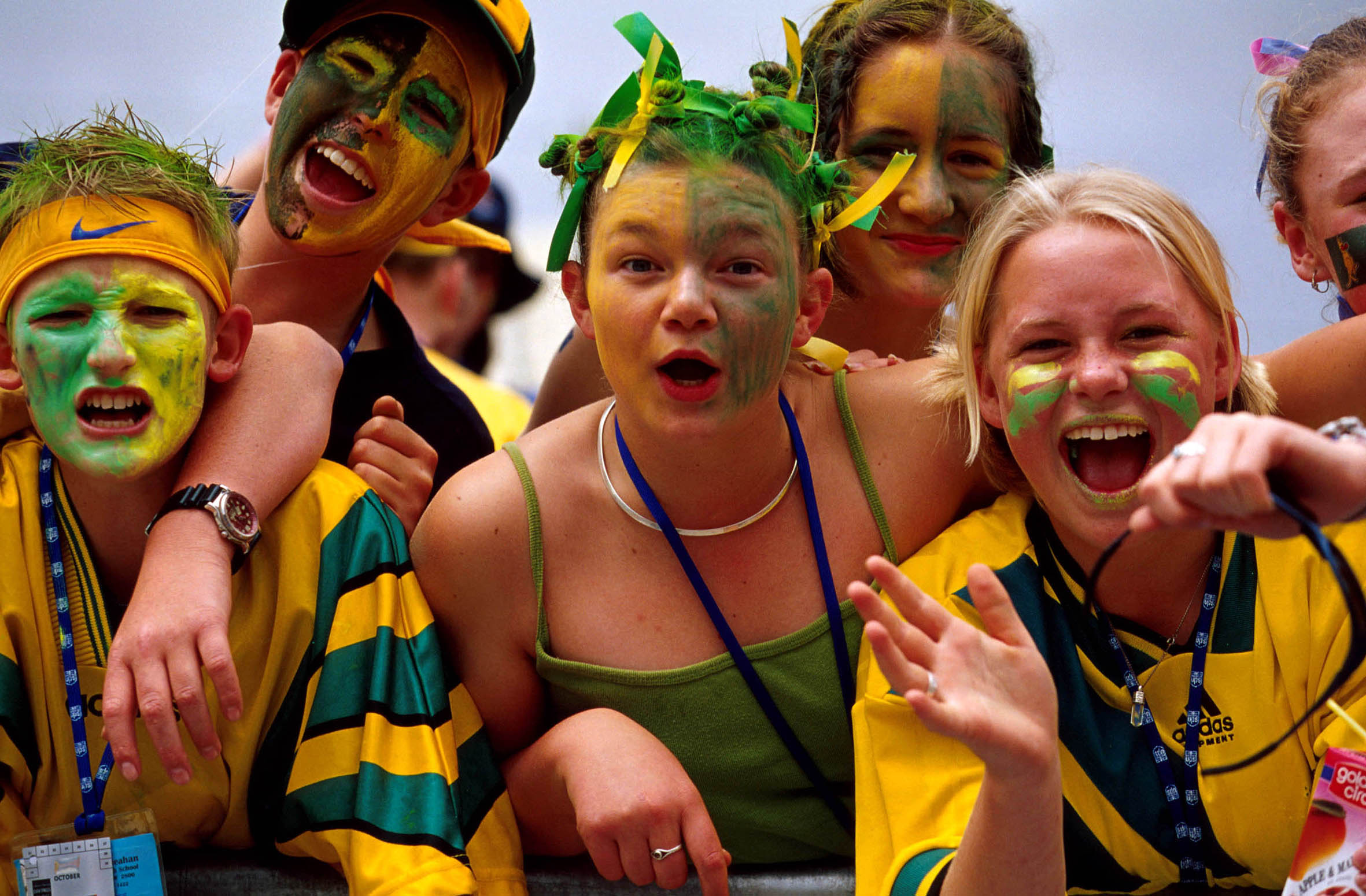
Khán giả phấn khích ở Úc

Kích thích là sự khuyến khích phát triển hoặc nguyên nhân của hoạt động nói chung. Ví dụ: "Báo chí cung cấp sự kích thích của diễn ngôn chính trị." Một hoạt động thú vị hoặc vui vẻ có thể được mô tả là "kích thích", bất kể tác động vật lý của nó đến các giác quan. Stimulate có nghĩa là hoạt động của một stimulus; stimulus có nghĩa là một đối tượng hoặc vật nào đó khiến người nhận kích thích hoạt động; stimuli là số nhiều của stimulus.
Một cách sử dụng cụ thể của thuật ngữ này là kích thích sinh lý, trong đó đề cập đến sự kích thích cảm giác, hành động của các tác nhân hoặc dạng năng lượng khác nhau trên các thụ thể tạo ra các xung truyền qua dây thần kinh đến não (tác nhân). Có các thụ thể cảm giác trên hoặc gần bề mặt của cơ thể, chẳng hạn như các tế bào cảm quang trong võng mạc của mắt, các tế bào lông trong ốc tai của tai, các thụ thể chạm vào da và các thụ thể hóa học trong miệng và khoang mũi. Ngoài ra còn có các thụ thể cảm giác ở cơ, khớp, đường tiêu hóa và màng bao quanh các cơ quan như não, khoang bụng, bàng quang và tuyến tiền liệt (cung cấp một nguồn kích thích tình dục). Kích thích các giác quan bên ngoài hoặc bên trong có thể gợi lên hoạt động không tự nguyện hoặc hướng dẫn ý định trong hành động. Sự kích thích cảm xúc hoặc động lực như vậy thường được trải nghiệm một cách chủ quan (đi vào nhận thức, là trong ý thức). Nhận thức có thể được coi là kích thích khái niệm hóa, được sử dụng trong lý luận và dự định, ví dụ. Khi kích thích cơ thể được cảm nhận, theo truyền thống được gọi là một cảm giác, chẳng hạn như một loại cảm ứng hoặc một hương vị hoặc mùi, hoặc một cảm giác đau đớn hoặc dễ chịu. Điều này có thể được coi là kích thích tâm lý, là một kích thích ảnh hưởng đến quá trình suy nghĩ hoặc cảm giác của một người.

## Tổng quan
Kích thích, nói chung, đề cập đến cách các sinh vật nhận thức các kích thích đến. Vì vậy, nó là một phần của cơ chế đáp ứng kích thích. Các sinh vật đơn giản phản ứng rộng rãi theo ba cách để kích thích: quá ít kích thích khiến chúng bị đình trệ, quá nhiều để chết vì căng thẳng hoặc không có khả năng thích nghi, và một lượng trung bình khiến chúng thích nghi và phát triển khi chúng vượt qua nó. Các thể loại hoặc hiệu ứng tương tự được ghi nhận với căng thẳng tâm lý với mọi người. Do đó, kích thích có thể được mô tả như là cách các sự kiện bên ngoài kích thích phản ứng của một cá nhân trong nỗ lực đối phó.

## Kích thích quá mức
Có thể trở nên quen mất với một mức độ kích thích cụ thể, và sau đó cảm thấy không thoải mái khi có một sự thay đổi đáng kể từ mức độ kích thích đó. Do đó, người ta có thể trở nên quen với những kích thích mãnh liệt hoặc một cuộc sống có nhịp độ nhanh và chịu sự rút tiền khi chúng bị loại bỏ. Căng thẳng và bất hạnh có thể dẫn đến một mức độ kích thích không quen thuộc.
Tiếp tục, kích thích lâu dài có thể đối với một số cá nhân chứng minh có hại, và một cuộc sống thoải mái hơn và ít bị kích thích hơn có thể có lợi bất chấp sự khó chịu ban đầu hoặc căng thẳng từ sự thay đổi. Xem thêm; quá tải cảm giác và kiệt sức.
Các cá nhân có tình trạng thần kinh như tự kỷ hoặc thiểu năng trí tuệ có thể dễ bị kích thích quá mức và bị quá tải cảm giác ở mức độ kích thích mà người khác thấy không có ngoại lệ.